# HMS Otus (N92)
Pour l’article homonyme, voir Otus (homonymie).
Le HMS Otus (Pennant number : N92) est un sous-marin de classe Odin de la Royal Navy.

## Conception
Lors de la conférence de désarmement de Washington, en 1921-1922, la délégation britannique aurait désiré que le traité qui en fut la conclusion interdise l’arme sous-marine. Mais c’était une vaine requête, alors que les U-Boote allemands venaient de faire preuve de leur redoutable efficacité durant la Première Guerre mondiale. Ayant échoué à faire interdire les sous-marins, les Britanniques recommencèrent à en construire à partir de 1923. Le modèle choisi fut le L52 de 1917, de classe L. Le type O, qui en dérivait, était plus long et plus large. Comme lui, il avait six tubes lance-torpilles d’étrave de 21 pouces (533 millimètres) et deux tubes de chasse à l’arrière, avec une torpille de rechange pour chaque tube. Il ne donnait que 15.5 nœuds (28 km/h) en surface, deux nœuds de moins que son prédécesseur, mais ceci était compensé par un rayon d'action très supérieur. Le succès du prototype, le HMS Oberon, amena la construction à partir de 1926 de six sous-marins de la classe Odin destinés à l’Extrême-Orient. Malheureusement, pour des raisons d’économie, une erreur de conception fut commise : certains des réservoirs à mazout furent placés dans la partie supérieure des ballasts et, étant donné l’impossibilité de rendre une coque rivetée tout à fait étanche, il y avait à la surface de la mer une traînée indiscrète de gas-oil qui révélait la présence du sous-marin. Cela contribua à la perte de quatre d’entre eux en Méditerranée en 1940-1942.

## Engagements
Le HMS Otus est construit par Vickers-Armstrongs à Barrow-in-Furness. Sa quille est posée le 31 mai 1927, il est lancé le 31 août 1928  et mis en service le 5 juillet 1929.
Il a d’abord servi avec la 4e flottille sous-marine à la station de Chine. Quand la guerre a éclaté en 1939, il a été déployé avec la 1ère flottille sous-marine basée à Alexandrie et a opéré avec la flotte de mer Méditerranée. De juillet à décembre 1941, le sous-marin est basé à Malte d’où il effectue des patrouilles d’interception avec la 1ère flottille .
En 1941, il effectue des patrouilles au large des Açores pour la défense des convois « HG » à destination et en provenance de Gibraltar. Avec le HMS Olympus, il patrouille au large d’Oran afin d’intercepter le cuirassé Dunkerque du régime de Vichy, qui avait été signalé comme sur le point de tenter de passer en France pendant l’opération Principal.
Le 14 août 1941, il est impliqué dans un cas de tir ami, lorsque le sous-marin HMS Talisman, sous le commandement du lieutenant commander M. Willmott (Royal Navy), l’a pris pour un sous-marin ennemi et a tiré plusieurs torpilles sur lui, à environ 140 milles marins (260 km) au nord-ouest d’Alexandrie, à la position 32° 41’ Nord, 27° 35’ Est .
Le 3 septembre 1941, sous le commandement du lieutenant R.M. Favell, le HMS Otus a tiré sans succès une torpille sur un croiseur auxiliaire ennemi non identifié de 4000 tonnes, à environ 175 milles marins (324 km) à l’est de La Valette, à Malte .
En 1943, il est transféré à Simon's Town, en Afrique du Sud, à des fins de formation anti-sous-marine . En décembre 1944, il est retiré du service. Il est vendu et passe en réserve. En 1945, il est transféré à Durban, en Afrique du Sud. Il est sabordé au large de Durban en septembre 1946.

## Découverte de l’épave
L’épave a été retrouvée en mars 2013 par deux plongeurs spécialistes des profondeurs, Patrick Voorma et Allan Maclean, du Centre de plongée Calypso à uShaka Marine World, Durban. Elle se trouve à environ 4,3 milles marins (8 kilomètres) au sud-est de l’entrée du port de Durban, à une profondeur approximative de 330 pieds (100 m) .